# 霍盧比夫卡 (金德拉希夫卡市鎮)
49°45′5″N 37°37′55″E / 49.75139°N 37.63194°E
霍盧比夫卡（烏克蘭語：Голубівка）是位於烏克蘭東部的村莊，由哈爾科夫州庫皮揚斯克區的金德拉希夫卡市鎮負責管轄。該村始建於1898年，面積0.32平方公里，海拔高度115米，2020年人口26，人口密度每平方公里103.5人。